# Secundus de Trento
Secundus de Trento sau de Non (d. în jur de 612) a fost un sfătuitor la curtea regelui longobard Agilulf între (590 și 616). Secundus a scris o istorie a longobarzilor (Historiola), astăzi pierdută, pe care Paul Diaconul a utilizat-o în a sa Historia Langobardorum.
1. ↑  „Secundus de Trento”, Gemeinsame Normdatei, accesat în 13 august 2015